# 글리제 581 c
글리제 581 c(Gliese 581 c)는 적색왜성 글리제 581을 공전하는 행성으로, 다른 이름으로 Wolf 562 c, HIP 74995 c로 불리기도 한다. 최소 질량은 지구의 5.36배로, 질량이 지구의 10배 미만이라는 점에서 슈퍼지구로 분류할 수 있다. 이 행성의 질량은 발견 당시 기술력으로 감지할 수 있는 질량 하한선 근처였기 때문에 주계열성 주위를 도는 외계 천체 중에서는 가장 작은 존재였다. 그러나 2009년 4월 21일 같은 별을 도는 글리제 581 e(지구질량의 약 1.9배)가 발견됨으로써 가장 질량이 작은 외계 행성의 자리를 넘겨 주었다. 581c는 지금까지 발견된 외계행성들 중 액체 물이 존재 가능한 궤도를 돌고 있는 최초의 행성으로 알려졌다. 액체 물이 존재 가능하다는 것은 생명체가 존재할 확률이 크다는 의미이기도 하다. 그러나 이후 계속된 연구에 따르면 c보다는 이후 발견된, 바깥쪽을 돌고 있는 글리제 581 d가 생명체가 살기에는 더 적합한 온도가 형성될 수 있는 것으로 추측되었다.
천문학적 규모로 볼 때 글리제 581 c는 다른 외계행성들에 비하여 상대적으로 지구에서 가까운데, 천칭자리 방향으로 20.4광년 떨어진 거리에 위치한다. 이 정도 거리라면 위도와 경도 방위를 통해 별이 우리 은하 내에 자리잡은 위치를 정확하게 파악할 수 있다. 글리제 581은 글리제 인접 항성 목록에 최초로 수록되었으며, 항성계 중 지구에서 87번째로 가깝다.

## 발견
2007년 4월 24일 스위스 제네바 천문대 소속 스테판 우드리가 이끄는 연구팀이 이 행성을 발견했다. 발견에는 칠레 소재 라 실라 천문대의 유럽 남방 천문대 3.6미터 망원경에 설치된 HARPS 기구가 사용되었다. 첫 발견 후 6주 동안 검토 작업에는 MOST 우주 망원경이 사용되었다. 검토 기간 중 행성이 항성 앞을 지나가는 사건은 발생하지 않았기 때문에 행성 크기를 직접적으로 알 수는 없었다. 그러나 항성의 겉보기 등급이 거의 변하지 않기 때문에 행성이 항성으로부터 받는 열은 크게 변하지 않고 일정할 것으로 추측할 수 있다.
우드리 팀은 2007년 4월 27일 자신들의 관측 사실을 논문으로 발표했으며 같은 해 7월 《천문학과 천체물리학》 저널에 게재했다. 논문을 통해 우드리 팀은 또다른 행성 글리제 581 d의 존재를 함께 발표했는데, d의 최소 질량은 지구의 7.7배에 행성으로부터 0.25 천문단위 떨어져 있었다.

## 물리적 특징

### 질량
글리제 581 c의 존재 및 그 질량은 시선 속도법을 이용하여 발견, 추정해 냈다. 어떤 행성의 질량은 어머니 항성 글리제 581과 행성 사이 질량 중심을 기준으로 항성이 주기적인 움직임을 보여주는 것을 통해 계산이 가능하다. 네 행성 모두 케플러의 행성운동 법칙을 따른다고 가정하면 c의 최소 질량은 지구질량의 5.36배이다. 시선 속도법 하나만으로는 실제 질량을 잴 수 없으나 최소 질량보다 월등히 크지는 않을 것으로 보인다(지나치게 질량이 클 경우 행성계는 불안정 상태에 처하기 때문이다). 글리제 581 행성계의 동역학적 모의 실험 결과 행성들의 실제 질량이 최소 질량의 1.6 ~ 2배를 초과할 경우 행성계는 불안정 상태가 된다고 한다(이는 근본적으로 e와 b의 상호작용 때문이다). 글리제 581 c의 경우 질량 상한선은 지구의 10.4배이다.

## 회의적 시각
2007년 독일 기후충격연구소가 컴퓨터 시뮬레이션을 이용하여 글리제 581 c의 환경을 분석한 결과, 이 행성의 대기에서 온실효과가 발생하여 물이 끓는 온도 이상으로 대기를 가열시켜 생명체가 살기 힘든 환경이 조성될 것이라는 결론을 냈다. 이 결과는 《천문학과 천체물리학》 저널에 게재되었다.
다만 이러한 온실효과는 보다 먼 곳에 있는 글리제 581 d에는 생명체에게 우호적인 환경을 제공하는 효과를 낼 것이라고 추측했다.

## 참고 문헌
- 생명이 살만한 지구와 닮은 행성 Gliese 581c
- Gliese 581c, 생명체 살 수 없는 불모지로 밝혀져[깨진 링크(과거 내용 찾기)]

1. ↑  “Catalog of Nearby Exoplanets—Planets Table”. Exoplanets.org. 2008년 1월 26일. 2008년 10월 5일에 확인함.
2. ↑  Than, Ker (2007년 2월 24일). “Planet Hunters Edge Closer to Their Holy Grail”. space.com. 2007년 4월 29일에 확인함.
3. ↑  “Gliese 581: Extrasolar Planet Might Indeed Be Habitable”. ScienceDaily. 2007년 12월 14일. 2009년 6월 27일에 확인함.
4. ↑  Selsis;  외. (2007). “Habitable planets around the star Gl 581?”. 《Astronomy and Astrophysics》 476 (3): 1373–1387. doi:10.1051/0004-6361:20078091.
5. ↑  von Bloh;  외. (2007). “The Habitability of Super-Earths in Gliese 581”. 《Astronomy and Astrophysics》 476 (3): 1365–1371. doi:10.1051/0004-6361:20077939. 2008년 8월 20일에 확인함.
6. ↑  “New 'super-Earth' found in space”. BBC News. April 25, 2007. 2007–04–25에 확인함.
7. ↑  van Leeuwen, F. (2007). “HIP 74995”. 《Hipparcos, the New Reduction》. 2008년 8월 18일에 확인함.
8. ↑  “The 100 Nearest Stars”. RECONS. 2007년 6월 5일에 원본 문서에서 보존된 문서. 2008년 6월 11일에 확인함.
9. ↑  Than, Ker (2007년 4월 24일). “Major Discovery: New Planet Could Harbor Water and Life”. space.com. 2007년 4월 29일에 확인함.
10. ↑  “Boring Star May Mean Livelier Planet”. Spaceref.com. 2012년 5월 26일에 원본 문서에서 보존된 문서. 2008년 9월 15일에 확인함.
11. 1 2  Udry;  외. (2007). “The HARPS search for southern extra-solar planets, XI. Super-Earths (5 and 8 M⊕) in a 3-planet system”. 《Astronomy and Astrophysics》 469 (3): L43–L47. doi:10.1051/0004-6361:20077612.
12. 1 2  M. Mayor, X. Bonfils, T. Forveille, X. Delfosse, S. Udry, J.-L. Bertaux, H. Beust, F. Bouchy, C. Lovis, F. Pepe, C. Perrier, D. Queloz, N. C. Santos (2009). “The HARPS search for southern extra-solar planets,XVIII. An Earth-mass planet in the GJ 581 planetary system”. arXiv:0906.2780 [astro-ph].

## 같이 보기
- 적색 왜성
- 외계 행성